# Hartmut Krüger
Hartmut Krüger (n. 8 mai 1953, Güsen⁠(d), Saxonia-Anhalt, Germania) este un handbalist ce a reprezentat Germania, medaliat olimpic. A participat la o ediție a Jocurilor Olimpice (1980) în care a câștigat o medalie de aur.

## Participări
Lista de mai jos prezintă principalele competiții la care a participat Hartmut Krüger de-a lungul carierei.
- handball at the 1980 Summer Olympics – men's tournament[*]